# Бунда, Насир
Насир Ахмед Бунда (англ. Naseer Ahmed Bunda, 15 мая 1932, Равалпинди, Британская Индия — март 1993) — пакистанский хоккеист (хоккей на траве), нападающий. Олимпийский чемпион 1960 года, серебряный призёр летних Олимпийских игр 1956 года.

## Биография
Насир Бунда родился 15 мая 1932 года в индийском городе Равалпинди.
В 1956 году вошёл в состав сборной Пакистана по хоккею на траве на Олимпийских играх в Мельбурне и завоевал серебряную медаль. Играл на позиции нападающего, провёл 5 матчей, забил 2 мяча (по одному в ворота сборных Бельгии и Новой Зеландии).
В 1960 году вошёл в состав сборной Пакистана по хоккею на траве на Олимпийских играх в Риме и завоевал золотую медаль. Играл на позиции нападающего, провёл 6 матчей, забил 7 мячей (три в ворота сборной Японии, два — ОГК, по одному — Польше и Индии). Гол в ворота индийцев стал единственным в финале и принёс пакистанским хоккеистам первое в истории олимпийское золото.
В 1958 и 1962 годах в составе сборной Пакистана стал чемпионом летних Азиатских игр в Токио и Джакарте.
В 1954—1962 годах провёл за сборную Пакистана 44 матча, забил 43 мяча.
В 1962 году получил правительственную награду Pride of Perfomance.
Умер в марте 1993 года.